# Крацер, Софи
Софи Крацер (нем. Sophie Kratzer; 20 апреля 1989, Ландсхут, Бавария — 13 января 2020, Мюнхен) — немецкая хоккеистка, выступавшая за свою карьеру за клубы «Дорфен» и «Планегг». Участница Олимпийских игр 2014 года в составе сборной Германии.

## Биография

### Ранние годы
Родилась в 1989 году в Ландсхуте. Детство провела в Дорфене (район Эрдинг) и ярмарочной общине Фельден. Катанием на коньках занималась с 4 лет. Когда начался набор детей в секцию по хоккею с шайбой, туда записалась и Софи.

### Клубная карьера
Игровую карьеру Софи начала в команде «Дорфен», играя за её фарм-клуб «Гебенсбах» (Хоккейная бециркслига Баварии). С 2003 года параллельно играла за команду «Планегг» в женском чемпионате Германии, став чемпионкой в составе клуба семь раз (2008, 2011, 2012, 2013, 2014, 2015 и 2017), выиграв Кубок Германии в 2005, 2010, 2012 и 2015 годах, а также выиграв Элитную женскую хоккейную лигу в сезоне 2009/2010.

### Карьера в сборной
В 2008 году Софи впервые попала в расположение женской сборной Германии. В 2005 году она выступала в составе сборной до 18 лет, в 2009 году дебютировала на чемпионате мира в Первом дивизионе, заняв с командой 2-е место и не выйдя в высший дивизион. В 2011 году Софи выиграла Первый дивизион и набрала 4 очка по системе «гол+пас» (один гол, три ассиста). Следующее её участие выпало на 2013 год, когда Софи выступила в феврале на олимпийской квалификации к играм в Сочи и на чемпионате мира. В декабре 2013 года Софи повредила крестообразные связки, однако в заявку на турнир вошла. В составе сборной заняла 7-е место на турнире.
В 2016 году Софи снова выиграла Первый дивизион чемпионата мира, а через год сыграла на втором и последнем в своей карьере чемпионате мира в своей карьере, заняв 4-е место — высшее достижение в истории сборной Германии. Всего за сборную она сыграла 149 матчей на разных уровнях.

### После игровой карьеры
Карьеру игрока Софи завершила после того, как врачи ей поставили неутешительный диагноз: рак груди. Она решила сконцентрироваться на другой деятельности: в 2017 году окончила Мюнхенский университет, где изучала немецкий, историю и общественные науки, и успела поработать в организационном комитете чемпионата мира 2017 года, проходившего в Германии и Франции. В октябре 2018 года она начала волонтёрскую деятельность при Католической школе журналистики в Институте содействия молодым журналистам. В 2019 году она вместе с Кристианом Зельбхерром и Беттиной Кунерт получила премию Alternativer Medienpreis за репортаж о золотых сотовых телефонах в Северо-Восточной Индии.
13 января 2020 года Софи скончалась в возрасте 30 лет после борьбы против рака груди.

## Достижения

### Клубные
Чемпионат Германии
- Чемпионка: 2007/2008, 2010/2011, 2011/2012, 2012/2013, 2013/2014, 2014/2015, 2016/2017[11]
- Вице-чемпионка: 2005/2006, 2006/2007, 2009/2010, 2015/2016

Кубок Германии
- Обладательница: 2005, 2010, 2012, 2015

Элитная женская хоккейная лига
- Чемпионка: 2009/2010

Суперкубок Элитной женской хоккейной лиги
- Обладательница: 2011/2012, 2013/2014

### В сборной
- Чемпионка Первого дивизиона: 2011, 2016

### Внехоккейные
- Лауреат премии Alternativer Medienpreis[нем.] (2019), номинация «Сетевая журналистика»